# سو ويلكينسون
سو ويلكينسون (بالإنجليزية: Sue Wilkinson)‏ هي مغنية مؤلفة بريطانية، ولدت في 19 أكتوبر 1943، وتوفيت في 4 يناير 2005.